# Tekstilmuseet
Tekstilmuseet er et kulturhistorisk museum beliggende i Herning, det holder til i Herning Klædefabriks gamle lokalerer. Museet en del af Museum Midtjylland. 
Tekstilmuseet hed før Textilforum, men tog i 2017 navneforandring til Tekstilmuseet.

## Udstillingen og temaer
På Tekstilmuseet fortælles historien om tekstilindustriens opblomstring og udvikling. I udstillingen Made in Midtjylland kan man opleve historien om det midtjyske tekstileventyr, hvordan Midtjyllands tekstilindustri boomede i 1950'erne og var med til at påvirke ikke bare resten af landet men også hvordan området var og den dag i dag er med til at forme den globale tøjproduktion. Udstillingen består både af genstande, illustrationer samt personlige fortællinger fra fabrikanter, hjemmesyersker, strikkere og andre, der selv var med til at forme det tekstile Midtjylland. 
I den gamle spinderihal står maskiner og væve som blev brugt før i tiden på fabrikker rundt omkring. Hver onsdag tænder museets frivillige for maskinerne, arbejder ved vævene og syer i den gamle A-L systue. På museet er der desuden Børnefabrikken, som er en formidlingslegeplads, hvor børn selv kan komme i "arbejde" som tekstilarbejdere.